# Cyphostemma vollesenii
Cyphostemma vollesenii là một loài thực vật hai lá mầm trong họ Nho. Loài này được Verdc. miêu tả khoa học đầu tiên năm 1993.